# El 33
El 33 (previamente conocido como Canal 33) es un canal de televisión de ámbito autonómico español, el segundo canal operado por Televisión de Cataluña, perteneciente a la Corporación Catalana de Medios Audiovisuales. Ofrece una programación de carácter cultural, musical y científico-social. 
El 33 emite desde las 22:00 hasta las 06:00 horas en una de las frecuencias de la TDT en Cataluña, mientras que desde las 06:00 hasta las 22:00 horas, en esta misma frecuencia, emite SX3, el canal dedicado a la programación infantil de Televisión de Cataluña. Desde las 21:56 h del 2 de abril de 2024, el canal 33 vuelve a desdoblarse, disponiendo de un canal lineal completo que emite las 24 horas del día en la web, y manteniendo la doble emisión SX3/33 en TDT.

## Historia

### Lanzamiento y primeros años
La señal fue lanzada al aire en 1988 en medio de una polémica entre Televisión Española, que pensaba abrir un tercer canal exclusivo para Cataluña y producido en San Cugat del Vallés, y la CCRTV, que había previsto el lanzamiento de un segundo canal de televisión, que en un principio sería llamado TV4, y después sería rebautizado como Canal 33.
Esto provocó una pugna entre el Gobierno central y la Generalidad de Cataluña que no se resolvió hasta 1989. Televisión de Cataluña comenzó, de manera imprevista para el Gobierno y la Generalidad, las emisiones en pruebas del Canal 33 el 10 de septiembre de 1988, de forma ilegal en el canal 47 de UHF de Barcelona. La Dirección General de Telecomunicaciones ordenó a Televisión Española interferir la señal del nuevo canal, mientras que la televisión catalana intentó sortear el boicot con un emisor ilegal que posteriormente tuvo que ser retirado.
Finalmente se produjo una negociación entre las partes enfrentadas y el Ministerio de Transportes, Turismo y Comunicaciones otorgó en abril cuatro frecuencias para Barcelona, Gerona, Lérida y Tarragona. Con todo ello, la cadena pudo comenzar sus emisiones regulares el 23 de abril de 1989. Según su primer director, Enric Casals, la programación se dedicaría a la información comarcal, la cultura y el deporte. Posteriormente TVE no llegó a materializar el proyecto de su tercer canal, lo cual ayudó al Canal 33 a consolidarse en Cataluña.
El canal comenzó reemitiendo programas de TV3 y ciclos de películas, para pasar en septiembre de 1989 a emitir programación propia en la mayoría de sus tramos con la llegada de las emisiones regulares a esta frecuencia de la CCMA. A esta cadena pasaron algunos programas de TV3 como el musical «Sputnik. Òrbita 90» o series de ciencia ficción de la época como Star Trek.
Posteriormente, el Canal 33 fue ampliando su cobertura y horarios, pasando a emitir durante la mayor parte del día a mediados de los 1990. Se añadieron programas educacionales como «Graduï's, ara pot» y «Universitat Oberta», y por las mañanas se incluyeron documentales y series infantiles o juveniles dentro del programa Club Super 3. También se empezaron a retransmitir programas deportivos que no tenían cabida en TV3, como el baloncesto o el hockey sobre patines. Entre el 25 de julio y el 9 de agosto de 1992 compartió su canal con el Canal Olímpic de TV3 y TVE.

### Canal 33 pasa a ser el 33
El 23 de abril de 2001, coincidiendo con el aniversario del Canal 33, la CCRTV (actualmente CCMA) reestructura su segundo canal de televisión. Debido a la creciente aparición de contenidos infantiles y juveniles en el Canal 33, el ente catalán Televisión de Cataluña decidió crear un nuevo canal infantil llamado K3, que emitiría en la misma frecuencia analógica que el Canal 33. Así, K3 emitiría por las mañanas programación infantil y juvenil, y el Canal 33 lo haría por la noche, con su programación cultural, documental y deportiva. La reestructuración se completó el 7 de mayo, cuando el Canal 33 cambió su nombre y logotipo, pasando a llamarse el 33.
Su programación pasó a tener un enfoque más cultural y experimental. En diciembre de 2006, el 33 volvió a tener una frecuencia entera para este tipo de programas, ya que la CCMA desdobló sus canales solo en la TDT, manteniendo la doble emisión K3-33 en analógico hasta el apagón analógico.
El 16 de enero de 2024, en conmemoración de los cuarenta años de emisiones regulares de TV3, el canal, de acuerdo con el Plan Técnico Nacional de la Televisión Digital Terrestre, realizó la transición completa de la emisión en definición estándar (SD) a alta definición (HD), comenzando a transmitir exclusivamente en HD y cumpliendo anticipadamente con la fecha límite del 14 de febrero de 2024.

## Programación

### Cultural
- Cinema 3
- Sala 33
- 30 Minuts (Redifusión del programa de TV3)
- 60 Minuts (Versión Extensa del '30 Minuts')
- Àgora (Debate Cultural)
- Tria 33 (Agenda Cultural)
- Ànima
- Bèsties
- El Documental
- l'Hora del Lector
- Lonely Planet
- Thalassa
- Zoom

### Otros programas
- Blog Europa: es una iniciativa de Televisión de Cataluña que muestra la realidad social europea por medio de las experiencias de estudiantes catalanes de periodismo y comunicación audiovisual.
- Cronos: Bloque de documentales históricos de ficción.
- El Retrovisor: Recorrido por los cambios vividos durante los últimos 30 años.
- Fotografies: Programa enfocado en la tecnología de la era digital.
- Karakia:
- La Fàbrica de Menjar d'en Jimmy
- La Gent Normal
- Per Avió: Programa centrado en vistas aéreas de pueblos y ciudades.
- QuèQuiCom
- Viure als Pirineus: Programa enfocado en la exploración de los paisajes de los Pirineos.
- Generació Digital (Redifusión del Programa de TV3)
- Quarts de Nou (Redifusión del Programa de TV3)
- Rutes Mítiques (Redifusión del Programa de Esport 3)
- (S)avis (Redifusión del Programa de TV3)
- Cava de Blues
- Concerts
- Jazz a l'Estudi
- Loops!
- Ritmes.CLIPS
- Ritmes a l'Aula
- Silenci?
- Sputnik. Òrbita 90

### Series
- Arròs Covat
- Gran Nord
- La Riera
- l'Un per l'Altre
- Pop Ràpid

## Emisión
Desde mediados del año 2011, el 33 posee una frecuencia en la TDT catalana que comparte con el canal infantil Super 3. 
Actualmente, el 33 se encuentra disponible en Cataluña, naturalmente, en las Islas Baleares (dado el acuerdo de reciprocidad que existe entre ambos territorios, gracias al cual en las Islas se pueden ver TV3 CAT, el 33, el 3/24 y el Super 3; y en Cataluña se recibe actualmente iB3 Global, en Andorra, el Rosellón y la Franja de Aragón (en estos últimos tres territorios con el objetivo de ampliar la oferta televisiva allí y para fomentar el uso del catalán en estas regiones). Cabe destacar asimismo que el 33 podía verse desde su creación en la Comunidad Valenciana gracias a la serie de repetidores que la organización Acció Cultural del País Valencià tenía repartidos por todo el territorio valenciano, pudiéndose ver también TV3, el 3/24 y el Super 3. Sin embargo, el 17 de febrero de 2011, el presidente de la Generalidad Valenciana, Francisco Camps (PPCV), decidió clausurar las señales de Televisión de Cataluña que ACPV venía emitiendo alegando que se trataban de emisiones y frecuencias ilegales.

## Audiencias
Audiencias de la emisión en analógico del combinado 33/K3 en Cataluña. Desde el 23 de abril de 2001 hasta el 12 de febrero de 2010, la audiencia incluye la emisión compartida en analógico con la frecuencia del Super 3, antiguamente K3:
| Año  | Enero | Febrero | Marzo   | Abril   | Mayo    | Junio | Julio   | Agosto | Septiembre | Octubre | Noviembre | Diciembre | Media anual |
| ---- | ----- | ------- | ------- | ------- | ------- | ----- | ------- | ------ | ---------- | ------- | --------- | --------- | ----------- |
| 1996 | 6,8 % |         |         | 7,1 %   |         |       |         |        |            | 7,0 %   |           |           | 6,9 %       |
| 1997 |       | 7,0 %   | 6,9 %   |         |         |       |         |        |            | 6,9 %   |           |           | 7,1 %       |
| 1998 | 6,0 % | 6,7 %   | 6,6 %   | 5,3 %   | 5,6 %   | 5,1 % | 5,0 %   | 5,2 %  | 5,6 %      | 5,9 %   | 5,6 %     | 5,2 %     | 5,7 %       |
| 1999 | 5,9 % | 6,0 %   | 6,0 %   | 5,4 %   | 5,7 %   | 5,1 % | 4,6 %   | 5,0 %  | 4,7 %      | 5,1 %   | 4,6 %     | 4,5 %     | 5,2 %       |
| 2000 | 4,9 % | 5,6 %   | 5,5 %   | 5,3 %   | 5,2 %   | 4,7 % | 5,0 %   | 4,8 %  | 4,9 %      | 5,3 %   | 5,3 %     | 5,2 %     | 5,1 %       |
| 2001 |       |         |         |         | 6,1 %   | 6,3 % |         |        |            |         | 6,5 %     |           | 6,1 %       |
| 2002 | 7,1 % | 7,0 %   | 7,0 %   | 6,8 %   | 6,9 %   | 6,8 % | 7,9 %   | 7,0 %  | 7,0 %      | 6,8 %   | 7,1 %     | 7,2 %     | 7,0 %       |
| 2003 |       |         |         |         |         |       | 7,0 %   | 6,2 %  | 6,3 %      | 6,5 %   | 6,5 %     | 6,3 %     | 6,8 %       |
| 2004 | 6,4 % | 6,6 %   | 7,0 %   | 6,9 %   | 6,1 %   | 6,1 % | 6,4 %   | 6,1 %  | 6,6 %      | 5,6 %   | 5,7 %     | 5,2 %     | 6,2 %       |
| 2005 | 5,3 % | 5,2 %   | 5,2 %   | 5,2 %   | 5,3 %   | 5,7 % | 5,5 %   | 5,4 %  | 5,4 %      | 4,9 %   | 5,1 %     | 5,0 %     | 5,3 %       |
| 2006 | 4,8 % | 4,8 %   | 4,5 %   | 4,6 %   | 4,5 %   | 4,4 % | 4,3 %   | 4,2 %  | 4,3 %      | 3,9 %   | 3,9 %     | 3,9 %     | 4,4 %       |
| 2007 | 3,8 % | 3,6 %   | 3,6 %   | 3,5 %   | 3,1 %   | 3,5 % | 3,9 %   | 3,9 %  | 3,4 %      | 3,1 %   | 3,0 %     | 2,9 %     | 3,4 %       |
| 2008 | 2,9 % | 2,8 %   | 2,9 %   | 2,9 %   | 2,8 %   | 2,9 % | 3,2 %   | 2,9 %  | 3,3 %      | 2,9 %   | 2,6 %     | 2,8 %     | 2,9 %       |
| 2009 | 2,6 % | 2,5 %   | 2,5 %   | 2,3 %   | 2,0 %   | 2,0 % | 1,8 %   | 1,6 %  | 1,7 %      | 1,3 %   | 1,2 %     | 1,1 %     | 1,9 %       |
| 2010 | 1,1 % | 1,0 %   | 1,9 %   | 1,5 %   | 1,6 %   | 1,6 % | 1,5 %   | 1,5 %  | 1,6 %      | 1,7 %   | 1,9 %     | 1,9 %     | 1,6 %       |
| 2011 | 1,8 % | 1,3 %   | 1,2 %   | 1,3 %   | 1,4 %   | 1,5 % | 1,8 %   | 2,0 %  | 1,6 %      | 1,6 %   | 1,6 %     | 1,6 %     | 1,6 %       |
| 2012 | 1,5 % | 1,5 %   | 1,5 %   | 1,4 %   | 1,4 %   | 1,5 % | 1,5 %   | 1,6 %  | 1,3 %      | 1,5 %   | 1,5 %     | 1,6 %     | 1,5 %       |
| 2013 | 1,7 % | 1,5 %   | 1,7 %   | 1,6 %   | 1,7 %   | 1,8 % | 1,8 %   | 1,9 %  | 1,7 %      | 1,6 %   | 1,6 %     | 1,6 %     | 1,7 %       |
| 2014 | 1,5 % | 1,4 %   | 1,6 %   | 1,7 %   | 1,6 %   | 1,7 % | 1,8 %   | 1,8 %  | 1,7 %      | 1,6 %   | 1,5 %     | 1,6 %     | 1,6 %       |
| 2015 | 1,6 % | 1,5 %   | 1,6 %   | 1,5 %   | 1,5 %   | 1,6 % | 1,4 %   | 1,2 %  | 1,4 %      | 1,4 %   | 1,4 %     | 1,3 %     | 1,5 %       |
| 2016 | 1,3 % | 1,3 %   | 1,4 %   | 1,2 %   | 1,2 %   | 1,2 % | 1,2 %   | 1,2 %  | 1,2 %      | 1,2 %   | 1,2 %     | 1,2 %     | 1,2 %       |
| 2017 | 1,4 % | 1,3 %   | 0,8 %   | 0,8 %   | 0,9 %   | 1,0 % | 1,2 %   | 1,1 %  | 1,1 %      | 1,1 %   | 1,0 %     | 1,2 %     | 1,2 %       |
| 2018 | 1,0 % | 1,0 %   | 1,1 %   | 0,9 %   | 1,0 %   | 1,0 % | 0,9 %   | 1,0 %  | 0,9 %      | 0,8 %   | 0,9 %     | 0,8 %     | 0,9 %       |
| 2019 | 1,0 % | 0,9 %   | 0,9 %   | 0,9 %   | 0,9 %   | 0,8 % | 0,8 %   | 0,7 %  | 0,6 %      | 0,5 %** | 0,6 %     | 0,7 %     | 0,8 %       |
| 2020 | 0,7 % | 0,7 %   | 0,5 %   | 0,5 %   | 0,5 %   | 0,6 % | 0,7 %   | 0,5 %  | 0,5 %      | 0,5 %   | 0,6 %     | 0,6 %     | 0,6 %       |
| 2021 | 0,6 % | 0,6 %   | 0,6 %   | 0,5 %   | 0,5 %   | 0,5 % | 0,5 %   | 0,6 %  | 0,6 %      | 0,4 %** | 0,4 %**   | 0,5 %     | 0,5 %       |
| 2022 | 0,5 % | 0,4 %** | 0,4 %** | 0,4 %** | 0,4 %** | 0,5 % | 0,4 %** | 0,5 %  | 0,5 %      | 0,5 %   | 0,5 %     | 0,4 %**   | 0,4 %**     |
| 2023 | 0,5 % | 0,6 %   | 0,6 %   | 0,6 %   | 0,6 %   | 0,6 % | 0,5 %   | 0,8 %  | 0,7 %      | 0,8 %   | 0,6 %     | 0,8 %     | 0,6 %       |
| 2024 | 0,7 % | 0,8 %   | 0,8 %   | 0,8 %   | 0,8 %   | 0,7 % | 0,7 %   | 0,7 %  | 0,6 %      | 0,6 %   | 0,5 %     | 0,5 %     | 0,7 %       |

* Máximo histórico. | ** Mínimo histórico.